# Abd al-Karim al-Nahlawi
Abd al-Karim al-Nahlawi —àrab: عبد الكريم النحلاوي, ʿAbd al-Karīm an-Naḥlāwī— (1926-?) fou un oficial sirià, cap del cop d'estat que va acabar amb la unió de Síria i Egipte com a la República Àrab Unida el 28 de setembre del 1961. Al-Nahlawi va prendre el poder personalment en un segon cop d'estat el 28 de març de 1962 que fou avortat per un contracop el 2 d'abril següent. Durant els dies que va governar, com que era un sunnita de Damasc i no podia estar al davant, es va designar cap d'estat Major i president de la Junta Militar al general drus Abdul Karin Zahr al-Din. Una vegada el cop va fracassar, el president al-Kudsi el va enviar com agregat militar a Indonèsia. Després d'ocupar diversos càrrecs diplomàtics, al Pakistan, Marroc i Turquia, va tornar a Síria i va intentat apoderar-se del poder, però altre cop va fracassar en el seu darrer intent de cop d'estat militar.
Al-Nahlawi era un tinent coronel en les forces armades combinades de Síria i Egipte quan va encapçalar una coalició de oficials moderats de Damasc que van portar a terme un cop d'estat incruent contra Nasser i (directament) el seu diputat Abd al-Hakim Amer, que era el virrei d'Egipte a Síria. Els oficials sirians operaven en certa manera a instàncies de la classe mitja i alta siriana que s'oposaven al socialisme de Nasser i, en particular a la reforma agrária.